# Variacions sobre un tema popular polonès
Variacions sobre un tema popular polonès en si menor, op. 10, és una peça per a piano composta per Karol Szymanowski el 1904. Es va estrenar en el primer concert de Jove Polònia a la Filharmònica de Varsòvia el 6 de febrer de 1906 amb Grzegorz Fitelberg a la direcció i, en aquesta obra, la interpretació pel pianista Heinrich Neuhaus.
Daten del període dels estudis de Szymanowski amb Zygmunt Noskowski, a qui les va dedicar.
El tema està inspirat en una melodia recollida per Jan Kleczyński en el seu llibre O muzyce podhalańskiej (Sobre la música de Podhale, 1888), que incloïa temes de les regions de Zakopane i Podhale. Curiosament, aquesta mateixa melodia ressorgirà uns anys després a Harnasie. Les peces van ser concebudes a l'ambient de Tymoszówka, la llar familiar de Szymanowski a Ucraïna. La influència formativa en l'obra de Szymanowski és palpable. Els fragments tradicionals que s'ajusten a l'estil del segle XIX, com la variació final que presenta una fuga a quatre veus, es combinen amb altres més originals que reflecteixen la seva creativitat i domini musical.
La vuitena variació, plena de dramatisme i intensitat, evoca el to solemne d'una marxa fúnebre en sol menor. Roman Palester va adaptar aquesta peça per a orquestra simfònica, i l'Orquestra Filharmònica de Varsòvia, dirigida per Józef Ozimiński, la va interpretar durant el funeral de Szymanowski a Varsòvia el 6 d'abril de 1937.

## Moviments
- Núm. 1 Meno Mosso
- Núm. 2 Agitato
- Núm. 3 Lento Mesto Ma Poco Agitato
- Núm. 4 Allegro Molto Agitato
- Núm. 5 Andantino
- Núm. 6 Andante Dolcissimo
- Núm. 7 Più Mosso
- Núm. 8 Marcia Funèbre
- Núm. 9 Più Mosso (Allegro)
- Núm. 10 Finale: Allegro Vivo - Maestoso

## Recepció
Després del concert, el crític musical del Kurier Warszawski, Aleksander Poliński, va descriure el jove compositor Szymanowski com "extraordinari... potser fins i tot un geni... amb un estil molt original i melodies belles. Les harmonies són inusuals, però fascinantment captivadores... [una] rica polifonia... utilitzada amb propòsit... impregnada de poesia i animada amb fantasia juvenil, tot i això... coherent."